# Tribunali del popolo romeno
I due Tribunali del popolo romeno (in romeno: Tribunalele Poporului), il Tribunale del popolo di Bucarest e il Tribunale del popolo della Transilvania settentrionale (che risiedeva a Cluj) furono istituiti dal governo della Romania del secondo dopoguerra, supervisionato dalla Commissione alleata di controllo per processare alcuni sospetti criminali di guerra, in linea con l'articolo 14 dell'accordo di armistizio con la Romania che affermava: "Il governo e l'alto comando rumeni si impegnano a collaborare con l'alto comando alleato (sovietico) nell'arresto e nel processo delle persone accusate di crimini di guerra".

## Il processo
Circa 2.700 casi furono esaminati dalla commissione, riscontrando che in circa la metà dei casi vi erano prove sufficienti per avviare un'azione penale. 668 imputati furono giudicati colpevoli di crimini di guerra, di crimini contro la pace e di crimini contro l'umanità.
Il Tribunale di Bucarest condannò un totale di 187 persone. Al processo principale, nel maggio 1946, contro i capi dell'ex governo fascista di Ion Antonescu, davanti al Tribunale si presentarono ventiquattro imputati. La corte emise 13 condanne a morte, di cui sei in contumacia e mai eseguite. Delle restanti sette condanne a morte, 3 furono commutate in ergastolo. Ion Antonescu, Mihai Antonescu, Constantin Vasiliu e Gheorghe Alexianu furono giustiziati il 1 giugno 1946 nella prigione di Jilava. Gli altri imputati furono condannati all'ergastolo o a lunghe pene detentive.
Il tribunale di Cluj e i suoi successori condannarono 481 persone: 370 ungheresi, 83 tedeschi, 26 rumeni e 2 ebrei. Il tribunale di Cluj  emise un totale di 100 condanne a morte (nessuna eseguita), 163 condanne all'ergastolo e una serie di altre condanne minori.
Un'alta percentuale dei condannati a morte (incluso lo scrittore ungherese Albert Wass) fu processata in contumacia e mai assicurata alla giustizia, ad altri condannati a morte la pena fu commutata in ergastolo. I condannati per crimini di guerra, che avevano dimostrato buona condotta in carcere, potevano essere rilasciati immediatamente in base a un decreto emesso nel 1950, altri criminali di guerra condannati furono rilasciati in base alle disposizioni di questo decreto. Il resto fu rilasciato tra il 1962 e il 1964 quando vennero  concesse una serie di amnistie.